# NKヴィテズ
NKヴィテズ（NK Vitez）は、ボスニア・ヘルツェゴビナのボスニア・ヘルツェゴビナ連邦ヴィテズをホームタウンとするサッカークラブである。

## 歴史
1947年夏にラドニク (Radnik) として創設された。1948年から1954年までスロガ (Sloga) として活動後、ラドニクの名前が復活、1968年にヴィテズ (Vitez) に改称された。
2013年にプルヴァ・リーガFBiHで優勝、プレミイェル・リーガに昇格した。プレミイェル・リーガで5シーズンを過ごした後、2018年にプルヴァ・リーガFBiHに降格した。

## 獲得タイトル
- プルヴァ・リーガFBiH：1回
  - 2012-13